# Harry Glaß
Harry Glaß (ur. 11 października 1930 w Klingenthal, zm. 14 grudnia 1997 w Rodewisch) – niemiecki skoczek narciarski reprezentujący NRD, brązowy medalista olimpijski.

## Życie
Harry urodził się w 1930 roku jako syn szewca, on także do tego zawodu się wyuczył. Od 1950 roku pracował jako górnik, natomiast od 1954 jako fotograf. Równolegle ze skokami, rozpoczął treningi piłkarskie – od 1952 roku był zawodnikiem klubu SC Dynamo Klingenthal. W następnych latach ukończył studia sportowe.
Od 1956 roku pracował w Volkspolizei.

## Kariera
Jako skoczek należał do klubu SC Aufbau Klingenthal. W 1953 roku został powołany do reprezentacji NRD i wystartował na mistrzostwach świata w Falun w 1954 roku zajmując jednak odległe 64. miejsce.
Jego największym sukcesem było zdobycie brązowego medalu podczas igrzysk olimpijskich w Cortina d’Ampezzo w 1956 roku. Po pierwszej kolejce znajdował się na prowadzeniu, jednakże w drugiej serii, wyprzedzili go dwaj Finowie: zwycięzca Antti Hyvärinen i drugi w konkursie Aulis Kallakorpi, który wyprzedził Glaßa o zaledwie 0,5 punktu. Glaß został tym samym pierwszym niemieckim skoczkiem, który wywalczył medal olimpijski.
Dwa lata później, podczas mistrzostw świata w Lahti spisał się bardzo dobrze - zajął czwarte miejsce przegrywając walkę o brązowy medal ze swoim rodakiem Helmutem Recknagelem o 2,5 punktu.
Glaß występował w prestiżowym Turnieju Czterech Skoczni. Brał udział już w czwartej edycji konkursu (1955/1956). Skakał bardzo dobrze - 3. miejsce w obu konkursach w Niemczech - w Oberstdorfie oraz Ga-Pa, 2. lokata w Innsbrucku. Nie zajął jednak wysokiej pozycji w klasyfikacji generalnej cyklu, ponieważ w Bischofshofen nie wystartował. W kolejnej, piątej edycji turnieju Harry zajął piąte miejsce po ósmej lokacie w Oberstdorfie, dwudziestej czwartej w Innsbrucku, ósmej w Ga-Pa oraz szóstej w Bischofshofen. Glaß wystartował jeszcze w 7. Turnieju Czterech Skoczni – zajął miejsce 10. (Oberstdorf 8, Ga-Pa 31, Innsbruck 4, Bischofshofen 5).
W 1960 r. podczas kolejnej już – ósmej edycji Turnieju Czterech Skoczni Harry doznał ciężkiej kontuzji i już nie powrócił do uprawiania skoków. W latach 1954, 1955, 1956 i 1958 był mistrzem NRD.
W latach 1962–1980 pracował jako trener. W latach 1960–1964 członek Prezydium DTSB, później zwykły członek do 1988, kiedy został wycofany ze względu na niepełnosprawność. W 1982 roku doznał ataku serca. W 1958 roku za osiągnięcia sportowe zdobył brązowy order Orderu Zasług dla Ojczyzny.
Inny były niemiecki skoczek narciarski Henry Glaß nie jest z nim w żaden sposób spokrewniony.

## Osiągnięcia

### Igrzyska olimpijskie
| Miejsce | Dzień    | Rok  | Miejscowość       | Konkurs                         | Wynik     | Strata  | Zwycięzca       |
| ------- | -------- | ---- | ----------------- | ------------------------------- | --------- | ------- | --------------- |
| 3.      | 5 lutego | 1956 | Cortina d’Ampezzo | Skocznia normalna indywidualnie | 224,5 pkt | 2,5 pkt | Antti Hyvärinen |

### Mistrzostwa świata
| Miejsce | Dzień     | Rok  | Miejscowość | Konkurs                         | Wynik     | Strata   | Zwycięzca         |
| ------- | --------- | ---- | ----------- | ------------------------------- | --------- | -------- | ----------------- |
| 64.     | 14 lutego | 1954 | Falun       | Skocznia normalna indywidualnie | 232,0 pkt | ?        | Matti Pietikäinen |
| 4.      | 9 marca   | 1958 | Lahti       | Skocznia normalna indywidualnie | 211,0 pkt | 13,5 pkt | Juhani Kärkinen   |